# 黒い石印
『黒い石印』（原題：英: The Novel of the Black Seal）は、イギリスのホラー小説家アーサー・マッケンによる短編ホラー小説。
連作『怪奇クラブ』の一編。権威ある大手出版社「ハイネマン書店」に持ち込んだところ、本編と『白い粉薬のはなし』が「あまりに醜怪でけがらわしい話」だったために、当連作は出版を断られたという。
『兄の失踪』から続いており、ラリー婦人が語り手を務める。

## あらすじ
紳士フィリップスは、「兄を探している」というミス・ラリーと出会い、話を聞く。ラリー嬢は、過去に恐ろしい経験をしたと言い、フィリップスも知るグレッグ教授の顛末を語る。

### ラリーの証言
両親を亡くしたミス・ラリーは、職を求めてロンドンに出てくる。だが頼る当てはなく、雇ってくれるところも見つからず、望みを失って自死を考えるほど追い詰められていた。そんなおりに、ふと出会ったグレッグ教授という紳士は、彼女を住み込み家庭教師として雇う。
教授は、書斎の抽斗から「黒い石印」を取り出して、ラリーに見せる。教授の研究テーマであり、この3つは絡み合っているという。
1. 村で何件かの悲劇的事件が起こった
2. 15年前のある日、ある丘の石灰岩に、赤い文字が記されていた
3. グレッグ教授が持っている黒い石印は少なくとも4000年以上前に作られた物で、2.と同じ文字が刻まれている

教授は長期休暇を取ってウェールズの田舎に行くと言い出し、ラリーたちも同行する。ラリーが仮寓の書斎で見つけた本には、妙な文章が記されていた。曰く、奇怪な民族がおり、彼らは文字が刻まれた石を崇拝するのだという。そしてその文字は、教授が持っている黒い石印の文字と同じものであるらしい。
教授は、手伝いのために男手が欲しいと言い出し、クラドックという少年を雇う。クラドック少年は、頭が鈍く、しばしば癇癪の発作を起こすが、教授は彼の存在が嬉しそうに振舞う。ラリーは、恩人たる教授が、気の毒な子供の苦しみを喜んでいるらしいことに、心を痛める。
あるとき邸内で、胸像が動かされていた。踏み台は見当たらず、誰がいつどうやって動かしたのかわからない。女中は、胸像が動かされた直後に、悪臭と粘液の痕跡があったことを証言する。
教授が出かけて、翌朝になっても戻って来ない。爺やは、ラリーに手紙を渡す。グレッグが渡していったもので、期限までに戻って来なかった場合にラリーに渡すように言い遣っていたものだという。ラリーは封を開けて読み始め、教授を襲った出来事を理解した。ラリーは捜索に出かけてグレッグ教授の遺留品を見つけるが、弁護士は教授は海に落ちて遺体は流れて行ったのだろうと結論付け、遺書は無視される。

### グレッグ教授の書置
グレッグは、ケルトの妖精・矮人について調べる。古代の伝説には、もとになったものたちがいるはずだ。妖精は、幻想として美化されているが、実像はまるで逆の、おぞましいものなのだ。サバトの悪魔も、妖精と同じものだろう。人間とは別種の、知られざる未開人である。グレッグは、現代の、奇怪な被害に遭った事件の話を収集するうちに、そいつらが今もまだ生き残って隠れ棲んでいるのだと思うようになる。
- ある老人が殺された事件では、凶器の斧は、人間にはとても扱い辛い、奇妙な代物であった。
- ある石印を入手した。グレッグは懸命に研究するも、文字が解読できない。ある日、友人が「グレー・ヒルの石灰岩で発見した文字の写し」を記したノートを見せてきて、グレッグは石印の文字と同じと確信する。グレー・ヒルの文字はごく最近に刻まれたものである。
- ジャーヴェイズ・クラドックの出生について。夫を亡くし、呆然自失となっていた母親が、何者かの子供を出産した。グレッグは凶事を察し、友人に考えを説明したところ、気味の悪いものを見るような視線を返される。

石印の研究は行き詰まっていたが、あるとき北イギリスの博物館で似たような黒い石印を見つける。書き写して、自分の持っている石印の文字と比較し、ついに解読に成功する。グレッグは真実を知ってしまったが、あまりに忌まわしく、とても書き記すことができない。世間に発表などできないが、だが、自分の目で見たいと思う。
グレッグはグレー・ヒルに家を借りて、ジャーヴェイズと接触する。彼の血の中には、必ず矮人の血があるはずだ。ジャーヴェイズが持病の発作を起こして、黒い石印に刻された異様な言語を発して苦しんでいるとき、グレッグは喜びを感じていた。イシャクシャの意味もわかったが、書き記すことはできない。
ある夜、ジャーヴェイズの部屋から奇怪な声が聞こえ、行ってみると彼が痙攣してもがき苦しんでいた。眺めるグレッグのそばで、ジャーヴェイズの体から何物かが衝き出て伸び、うねる触角様の物に変じると、戸棚の上に置いてあった胸像を掴んで床に下ろした。
夜が明け、グレッグは矮人と対決する決意を固めたと書き記す。

## 主な登場人物
- ラリー - 語り手。家は裕福ではなかったが、本で独学した。肉親は兄のみ。グレッグ家に住み込みで働くことになる。
- ウィリアム・グレッグ教授 - 高名な学者。新発見を果たしてコロンブスの名声が欲しいと夢を語る。ラリーの恩人であり、雇い主。子供が2人いる。
- ジャーヴェイズ・クラドック - ウェールズの少年。グレッグ教授が手伝いに雇った。病気持ちで障害を抱えている模様。「Ishakshar」と聞こえる独り言を言う癖があった。
- アン - グレッグ家の女中。
- モーガン - グレッグ家の爺や。
- メイリック牧師 - ウェールズの田舎の教区長。ウェールズ語には「Ishakshar」という言葉など無く、あるとすれば妖精の使う言葉だろうと言う。
- 異形の民 - リビア奥地の秘境に住み、山上で猥褻なる秘行を行う。顔は人間だが、五体も精神性も人間と異なり、太陽を忌む。「六十石」と称する石を崇ぶ。名前の由来は、60の文字が記されていることから。この石には「IXAXAR」という秘密があるという。
- チャールズ・フィリップス - 紳士。聞き手。グレッグ教授のことも知っている。『怪奇クラブ』全般に登場する。
- ラリーの兄 - 『兄の失踪』で言及され、現在行方不明。

## 収録
- 創元推理文庫『怪奇クラブ』平井呈一訳